# Jonathan (2018)
Jonathan (Alternativtitel: Duplicate) ist ein 2018 gedrehter US-amerikanischer Science-Fiction-Spielfilm des Regisseurs Bill Oliver mit Ansel Elgort in der Hauptrolle.

## Handlung
Der Film handelt vom Leben einer Person aus New York City mit zwei Identitäten, von denen jede jeweils 12 Stunden am Tag in Erscheinung tritt. Sie kommunizieren über aufgezeichnete Videobotschaften miteinander und bezeichnen sich als „Brüder“. Um das Leben aufrechtzuerhalten, haben sie sich auf eine Reihe strenger Regeln geeinigt.
Beide arbeiten in Teilzeit, und die Menschen, mit denen sie zu tun haben, wissen nichts über das andere Ich. Während Jonathan, der eher schüchtern und zurückhaltend ist, als Bauzeichner für einen Architekten arbeitet, ist John Angestellter in einer Anwaltskanzlei und lebhaft und kontaktfreudig. Jonathan ist von 7 Uhr morgens bis 19 Uhr abends „aktiv“ und John von 19 Uhr abends bis 7 Uhr morgens – Johns Persönlichkeit ist daher mehr auf das Nachtleben ausgerichtet.
Die Ärztin Dr. Nariman nahm sich des verlassenen Kindes seit seiner Geburt an und implantierte eine Vorrichtung in das Gehirn, um den Tag gleichmäßig aufzuteilen und beiden individuellen Persönlichkeiten ihren Raum zu geben.
Als John Elena kennenlernt und mit dieser heimlich ausgeht, wird Jonathan misstrauisch und beauftragt einen Detektiv, um „seine andere Hälfte“ auszuspionieren. Er empfindet die heimliche Beziehung mit Elena als Verrat und wird eifersüchtig: Wütend gibt er sich als John aus und sagt Elena schließlich, dass diese nicht wiederkommen solle. John hört daraufhin auf Videos für Jonathan zu drehen und verschwindet aus dessen Leben.
In Reue wendet sich Jonathan an Elena, um seine Beziehung zu John wieder zu verbessern. Er erzählt ihr über sich und sein zweites Ich und es kommt zu mehreren Treffen. Jonathan und John versöhnen sich und tauschen wieder Videos aus, um ihr Leben zu teilen. Dieses Mal hält aber Jonathan seine Beziehung zu Elena geheim; nachdem es sogar zum Sex gekommen ist, berichtet Jonathan zwar von seinem „ersten Mal“ – hält aber geheim mit wem.
Jonathan fühlt sich schuldig und wendet sich an die gemeinsame Ziehmutter Dr. Nariman, der er von Elena erzählt. Diese hat eine Vorliebe für John, wie im Verlauf des Dialoges mit Jonathan zu erfahren ist, und berichtet John schließlich von Elena und Jonathan. Enttäuscht und wütend schleicht sich John nachts in das Architekturbüro, in dem Jonathan arbeitet und ruiniert dessen Job.
Der Konflikt zwischen den „Brüdern“ wächst: Jonathan will sich mit seiner anderen Hälfte versöhnen, während John in Depressionen und Wut verfällt und wiederholt versucht, sich das Leben zu nehmen. Nachdem sich herausstellt, dass es einst einen dritten „Bruder“ bzw. eine dritte Identität gab, die Dr. Nariman jedoch „entfernen“ ließ, verlangt John, dass auch er entfernt wird; er droht damit, Jonathan durch seinen Suizid „mitzunehmen“, wenn dieser nicht in seine Entfernung einwilligt.
Dr. Nariman erklärt Jonathan, dass seine Persönlichkeit schwächer würde, während die von John, getrieben von seinen intensiven Gefühlen und seinem Kampf gegen die Depression, stärker wird und sich auch die Zeiten ausweiten, in denen John aktiv die Kontrolle übernimmt. Jonathan nimmt sein Schicksal an.
Bei einer Fahrt Johns mit dem Taxi zum Flughafen übernimmt Jonathan die Kontrolle und befiehlt dem Taxifahrer am Straßenrand zu stoppen. Während der Diskussion mit dem Fahrer verschwindet die Persönlichkeit Jonathans vollständig – seine Existenz erlischt.
In einer letzten Szene setzt John seine Fahrt zum Flughafen fort. Es bleibt unklar, ob Dr. Nariman Jonathan „entfernte“ oder sich Johns Persönlichkeit derart ausgeweitet hat, bis dieser letztlich die Kontrolle übernahm.

## Produktion
Im August 2016 wurde bekannt gegeben, dass Ansel Elgort die Hauptrolle in Jonathan übernehmen wird. Bill Oliver führte Regie nach einem Drehbuch, das er zusammen mit Gregory Davis und Peter Nickowitz geschrieben hatte. Randy Manis von Manis Film und Ricky Tollman von „Raised by Wolves“ fungierten als Produzenten des Films, während Neal Dodson die Rolle des ausführenden Produzenten übernahm. Im September 2016 stießen Patricia Clarkson und Suki Waterhouse zur Besetzung des Films dazu; Elgort und Waterhouse hatten zuvor bereits in den Filmen Die Bestimmung – Insurgent (2015) als auch in Billionaire Boys Club (2018) zusammen gespielt.
Jonathan feierte am 21. April 2018 seine Weltpremiere auf dem Tribeca Film Festival; am 26. September 2018 wurde er auch auf dem Los Angeles Film Festival gezeigt. Weitere Aufführungen erfolgten im Oktober und November desselben Jahres auf dem Vancouver International Film Festival, dem BFI London Film Festival, dem American Film Festival, dem Trieste Science+Fiction Festival und dem Stockholm International Film Festival.
„Well Go USA“ erwarb die US-Vertriebsrechte an dem Film und brachte ihn am 16. November 2018 in die Kinos. Der Streaming-Media-Anbieter Netflix nahm den Film am 15. Januar 2019 in sein Programm auf. Die Uraufführung in Deutschland war am 23. Mai 2019. Das weltweite Bruttoeinspielergebnis lag lediglich bei 41.558 US-Dollar.

## Synchronisation
Die deutschsprachige Synchronisation wurde von der Digital Media Technologie GmbH in Hamburg durchgeführt unter der Dialogregie von Matthias Klimsa.
| Darsteller           | Sprecher          | Rolle            |
| -------------------- | ----------------- | ---------------- |
| Ansel Elgort         | Jesse Grimm       | Jonathan / John  |
| Suki Waterhouse      | Jannika Jira      | Elena            |
| Patricia Clarkson    |                   | Dr. Mina Nariman |
| Matt Bomer           | Jaron Löwenberg   | Ross Craine      |
| Douglas Hodge        |                   | Hans Lieber      |
| Joe Egender          | Alexander Merbeth | Myles            |
| Shunori Ramanathan   | Franciska Friede  | Allison          |
| Souleymane Sy Savane | Joel Williams     | Sembene          |

## Kritiken
Bei Rotten Tomatoes erhielt Jonathan eine Bewertung von 61 Prozent auf Grundlage von 28 Kritiken, Metacritic bewertet den Film mit 62 von 100 Punkten auf der Grundlage von zwölf Kritiken, was auf „allgemein positive Kritiken“ hinweist (Stand: Februar 2022).

Der Variety-Filmkritiker Dennis Harvey war sich nicht sicher, in welches Filmgenre er diesen „ungewöhnlichen Film mit zwei Persönlichkeiten“ einordnen solle, aber erklärte: 

„Jonathan ist eine intelligente, fesselnde Geschichte, die den 'Baby Driver'-Star Ansel Elgort eindrucksvoll in Szene setzt.“

## Auszeichnungen
Trieste Science+Fiction Festival 2018
Gewinner des „Stars’ Web – Web Critics Award“ in der Kategorie „Best First Feature Film“ für Bill Oliver (Regie) und Raised by Wolves (Produktionsfirma)
Golden Trailer Awards 2019
Gewinner des „Golden Trailer“ in der Kategorie „Best Independent Trailer“ (für einen Film unter 1,5 Millionen US-Dollar Produktionsbudget) für Well Go USA Entertainment und Sequence Films
Academy of Science Fiction, Fantasy & Horror Films, USA 2019
Nominierung für den „Saturn Award“ in der Kategorie „Best DVD/Blu-Ray Release“